# Rawdangiin Dawaadalai
Rawdangiin Dawaadalai (mongolisch Равдангийн Даваадалай; * 20. März 1954 in Darwi-Sum, Chowd-Aimag) ist ein ehemaliger mongolischer Judoka.
Der 1,71 m große Rawdangiin Dawaadalai trat bei den Olympischen Spielen 1980 in Moskau im Leichtgewicht (bis 71 Kilogramm) an. Er besiegte zunächst Abdoulaye Diallo aus Guinea durch Ippon, dann Tamaz Namgalauri aus der Sowjetunion durch eine Koka-Wertung und im Viertelfinale den Kubaner Ricardo Tuero durch Ippon. Im Halbfinale unterlag der Mongole dem Italiener Ezio Gamba durch Ippon nach 3:11 Minuten. Im Kampf um die Bronzemedaille bezwang Rawdangiin Dawaadalai den Franzosen Christian Dyot durch eine Koka-Wertung.
Bei den Weltmeisterschaften 1981 startete der Mongole im Halbmittelgewicht, der Gewichtsklasse bis 78 Kilogramm. Er unterlag in seinem zweiten Kampf dem Briten Neil Adams, kämpfte sich dann aber in der Hoffnungsrunde bis zum Kampf um die Bronzemedaille durch, den er gegen den Kanadier Kevin Doherty verlor. Rawdangiin Dawaadalai belegte den fünften Platz.